# American Football League 1961
La stagione AFL 1961 è stata la 2ª stagione sportiva della American Football League, la lega professionistica statunitense di football americano. La stagione è iniziata il 9 settembre 1961. La finale del campionato si è disputata il 24 dicembre nel Balboa Stadium di San Diego, in California tra i San Diego Chargers e gli Houston Oilers ed ha visto la vittoria di questi ultimi per 10 a 3.
In questa stagione i Chargers si trasferirono da Los Angeles a San Diego.

## Stagione regolare
La stagione regolare è iniziata il 9 settembre 1961 ed è terminata il 14 dicembre, si è svolta in 14 giornate.

### Risultati della stagione regolare
- V = Vittorie, S = Sconfitte, P = Pareggi, PCT = Percentuale di vittorie, PF = Punti Fatti, PS = Punti Subiti
- La qualificazione ai play-off è indicata in verde (tra parentesi il seed)

| Eastern Division   |    |   |   |     |     |     |
| Squadra            | V  | S | P | PCT | PF  | PS  |
| (*) Houston Oilers | 10 | 3 | 1 | 769 | 513 | 242 |
| Boston Patriots    | 9  | 4 | 1 | 692 | 413 | 313 |
| New York Titans    | 7  | 7 | 0 | 500 | 301 | 390 |
| Buffalo Bills      | 6  | 8 | 0 | 429 | 294 | 342 |

| Western Division       |    |    |   |     |     |     |
| Squadra                | V  | S  | P | PCT | PF  | PS  |
| (*) San Diego Chargers | 12 | 2  | 0 | 857 | 396 | 219 |
| Dallas Texans          | 6  | 8  | 0 | 429 | 334 | 343 |
| Denver Broncos         | 3  | 11 | 0 | 214 | 251 | 432 |
| Oakland Raiders        | 2  | 12 | 0 | 143 | 237 | 458 |

## La finale
La finale della AFL venne giocata tra le squadre prime qualificate delle due Division, ovvero i San Diego Chargers e gli Houston Oilers il 24 dicembre 1960 nel Balboa Stadium di San Diego, in California. Gli Oilers si aggiudicarono il titolo per 10 a 3.

### Vincitore
| Vincitori del campionato AFL 1961 Houston Oilers 2º titolo |